# 胡祖蔭
胡祖荫（1875年—？），字定臣，湖南省益阳县泉交河乡长冈村人，清末官员。

## 生平
胡祖荫是胡林翼之孙，胡子勋之子。胡祖荫以县学生候选郎中，承袭三等男爵，清廷以其为功臣之后，特诏以五品京堂候补，历任通政司、邮传部左、右参议。光绪二十六年（1900年），湖南省成立全省团防总局，胡祖荫出任团练大臣，统领湖南省各县的团防。不久，全省团练大臣改为团防督办，长沙人汤聘珍出任团防督办。

## 著作
- 《益阳县公产志》不分卷，清光绪三十二年（1906年）木活字本。[1]

## 家庭
- 祖父：胡林翼
- 父：胡子勋，寿46岁。有子二人，长子为胡祖蔭，次子为胡祖咏。
- 弟：胡祖咏[3]